# Mubdar Hatim al-Dulaimi
Mubdar Hatim al-Dulaimi, iraški general, * 2. januar 1951, † 6. marec 2006, Bagdad.

## Življenjepis
al-Dulaimi je sprva služil kot general režima Sadama Huseina
Po invaziji na Irak in posledični okupaciji Iraka je postal eden najpomembnejših generalov nove Iraške kopenske vojske; postal je poveljnik 6. divizije.
6. marca 2006 ga je ubil ostrostrelec, ko se je vozil v zahodnem Bagdadu. Ob času smrti je bil vojaški poveljnik Bagdada.